# Androsexualitate și ginesexualitate
Androsexualitatea și ginsexualitatea sunt termeni folosiți în știința comportamentală și a orientării sexuale. Se mai folosec și termenii cu declinările aferente în funcție de caz de androsexual, androsexualitate, androfililie (cronofilie) respectiv ginesexual, ginesexualitate, ginefilie (cronofilie).   
- Androsexualitatea descrie atracția sexuală față de bărbați sau masculinitate; Interes sexual pentru bărbați adulți fizic;
- Ginesexualitatea descrie atracția sexuală față de femei sau feminitate; Interes sexual pentru femei adulte fizic;
- Ambisexualitatea descrie combinația atât a androsexualității cât și a ginesexualitității la un anumit individ, în strânsă legătură cu bisexualitatea.

Termenii sunt folosiți în mod obiectiv pentru identificarea obiectului de atracție al unei persoane fără a-i atribui o identitate de gen . Acest lucru poate evita părtinirea inerentă conceptualizărilor normative ale sexualității umane, poate evita confuziile și jignirile atunci când descriu oamenii din culturile non-occidentale, precum și atunci când descriu persoanele intersex și transgen, în special cele care nu sunt binare sau altfel nu intră în afara genului binar.

## Utilizare istorică

### Androsexualitatea
Magnus Hirschfeld, un sexolog și medic german de la începutul secolului XX, a împărțit bărbații homosexuali în patru grupuri: pedofili, care sunt cei mai atrași de tineretul prepubescent, efebofili, care sunt cei mai atrași de tinerii de la pubertate până pe la 20 de ani; androfili, care sunt cei mai atrași de persoane de peste 25 de ani; și gerontofili, care sunt atrași cel mai mult de bărbații mai în vârstă, până la bătrânețea senilă. 
În cartea sa Androphilia, A Manifesto: Rejecting the Gay Identity, Reclaiming Masculinity, Jack Donovan folosește termenul pentru a sublinia masculinitatea atât în obiect, cât și în subiectul dorinței homosexuale masculine și pentru a respinge non-conformitatea sexuală.   
Termenul androsexualitate este folosit ocazional ca sinonim pentru androfilie.  
Utilizări alternative în biologie și medicină
În biologie, androfila este uneori folosită ca sinonim pentru antropofil, descriind paraziți care au o preferință de gazdă pentru oameni față de animalele non-umane.  Androfilic este de asemenea folosit uneori pentru a descrie anumite proteine și receptorii androgeni . 

### Ginesexualitatea
O versiune a termenului a apărut în greaca veche. În Idilea 8, linia 60, Theocritus folosește gynaikophilias  (γυναικοφίλιας) ca un adjectiv eufemistic pentru a descrie pofta lui Zeus pentru femei.  
Sigmund Freud a folosit termenul ginecofil (en. gynecophilic) pentru a descrie studiul de caz Dora. El a folosit și termenul în corespondență.   Gynophilia Varianta de ortografie este, de asemenea, folosită uneori.  
Rar, termenul de ginesexualitate (en. gynesexuality) a fost folosit ca și sinonim. Psihanalistul Nancy Chodorow a propus ca momentul preoedipal al focalizării psihologice și libidinale asupra mamei, pe care atât băieții, cât și fetele o experimentează, să fie numit ginesexualitate (en. gynesexuality) sau matrisexualitate (en. atrisexuality).  

## Interesul sexual la adulți
În urma lui Hirschfeld, androfilia și ginefilia sunt uneori utilizate în taxonomii care specifică interesele sexuale pe baza intervalelor de vârstă, pe care John Money le-a numit cronofilie. În astfel de scheme, atracția sexuală către adulți se numește teleiofilie (en. teleiophilia) sau adultofilie (en. adultophilia).  În acest context, androfilia și ginefilia sunt variante de gen care înseamnă „atracție față de masculi adulți” și respectiv „atracție față de femele adulte”. Psihologul Dennis Howitt scrie: 
 Definiția este în primul rând o problemă de teorie, nu doar de clasificare, deoarece clasificarea implică o teorie, oricât de rudimentară. Freund și colab. (1984) au folosit cuvinte latinești pentru a clasifica atracția sexuală după dimensiunile sexului și vârstei: 

   Ginefilia - Interes sexual pentru femei adulte fizic.  

 Androphilia - Interes sexual pentru bărbați adulți fizic 

## Grade de androsexualitate și ginesexualitate
Scala pe 9 trepte pentru ginefilie a fost creată pentru a măsura interesul erotic către femelele mature fizic, iar scala pentru androfilie pe 13 grade a fost creată pentru a măsura interesul erotic către bărbații maturi fizic. Sistemul a fost dezvoltat de Kurt Freund și Betty Steiner în 1982.  Ulterior a fost modificat de Ray Blanchard în 1985, sub denumirea de Indice Androfilie-Ginefilie Modificat (MAGI).

## Identitate și expresie de gen

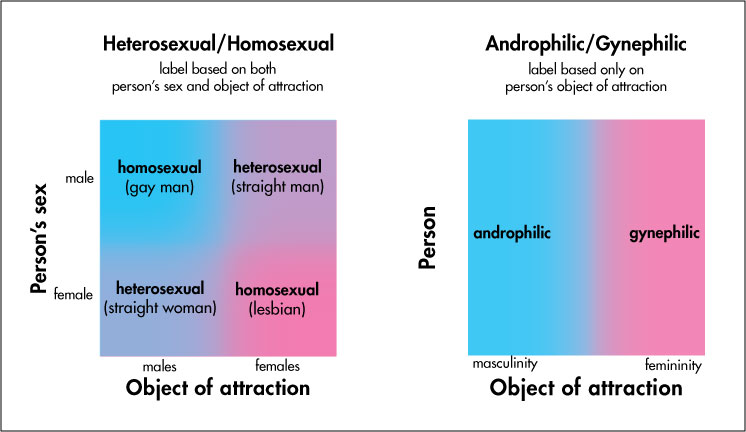
Diagrama care prezintă relațiile de sex (axa X) și sexualitate (axa Y). Matricea homosexual / heterosexual se încadrează în matricea androfilică / ginefilică, deoarece terminologia homosexual / heterosexual descrie sexul și orientarea sexuală simultan. Acest grafic arată de asemenea modul în care obiectivul de atracție sexuală poate fi afectat nu de gen, ci de masculinitate și feminitate.

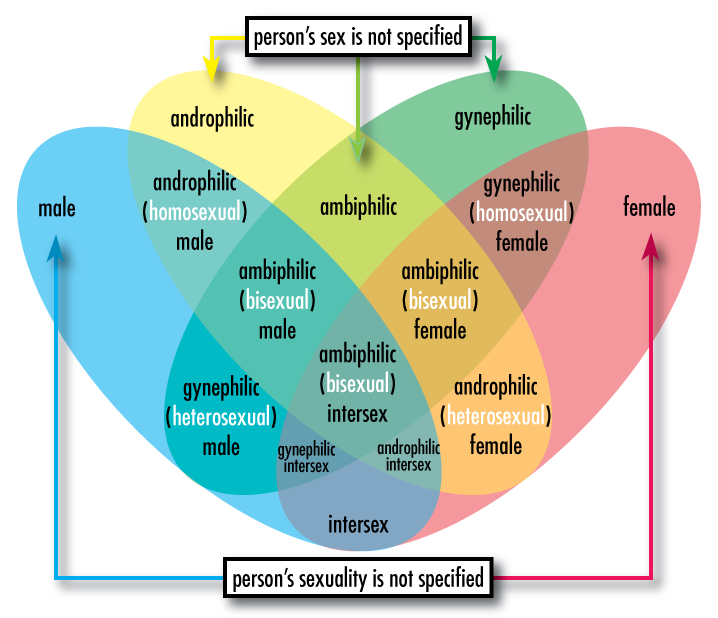
Diagrama lui Venn care prezintă relații de sex și sexualitate. Descriptorii dintr-o matrice homosexual / heterosexual sunt în alb, pentru a arăta diferențe în matricea androfilică / ginefilică.

Magnus Hirschfeld a făcut distincție între persoane ginefile, bisexuale, androfile, asexuale și narcisiste sau automonosexuale. De atunci, unii psihologi și-au propus utilizarea transsexuali homosexuali și transsexuali heterosexuali sau non-homosexuali. Psihobiologul James D. Weinrich a descris această scindare între psihologi: „Transsexualii MtF care sunt atrași de bărbați (pe care unii îi numesc homosexuali, iar alții numesc androfili) se află în colțul din stânga jos al graficului XY, în ordine pentru a-i alinia cu bărbații homosexuali (androfili) obișnuiți din dreapta jos. În sfârșit, există transsexuali MtF care sunt atrași de femei (pe care unii îi numesc heterosexuali, iar alții numesc ginefilici sau lesbiene)."  

 Utilizarea transsexuali homosexuali și termeni înrudiți au fost aplicate persoanelor transsexuale încă de la mijlocul secolului XX, deși preocupările cu privire la acești termeni au fost exprimate de atunci. Harry Benjamin a spus în 1966: 
 .... pare evident că la întrebarea "Este transsexualul homosexual?" trebuie să se răspundă cu „da” și „nu”. Care ar fi situația după efectuarea unei operații corective și anatomia sexuală seamănă acum cu cea a unei femei? „Noua femeie” este încă un bărbat homosexual? „Da”, dacă prevalează pedanteria și tehnicile. „Nu” dacă se aplică rațiunea și bunul simț și dacă pacientul respectiv este tratat ca un individ și nu ca o ștampilă de cauciuc.  
 Multe surse, inclusiv unii susținători ai tipologiei, critică această alegere a formulării ca fiind confuză și degradantă. Biologul Bruce Bagemihl scrie „.. punctul de referință pentru orientarea„ heterosexuală ”sau„ homosexuală ”în această nomenclatură este doar sexul genetic al individului înainte de realocare (vezi, de exemplu, Blanchard și colab. 1987, Coleman și Bockting, 1988, Blanchard, 1989). Aceste etichete ignoră astfel sentimentul personal al identității de gen, având prioritate față de sexul biologic, mai degrabă decât invers."  Bagemihl continuă să pună problema modului în care această terminologie face ușor să pretindă că transexualii sunt cu adevărat bărbați homosexuali care încearcă să scape de stigmat.  Leavitt și Berger au declarat în 1990 că „Eticheta transsexuală homosexuală este confuză și controversată printre bărbații care doresc realocarea sexului.   Criticii susțin că termenul transsexual homosexual este  heterosexist,  arhaic,  și descurajant, deoarece etichetează persoanele în funcție de sexul atribuit la naștere în locul identității de gen.  Benjamin, Leavitt și Berger au folosit toți termenul în propria lucrare.   Sexologul John Bancroft și-a exprimat, de asemenea, recent regretul pentru că a folosit această terminologie, care era standard atunci când a folosit-o, pentru a se referi la femei transexuale.  El spune că acum încearcă să-și aleagă cuvintele mai sensibil.   Sexologul Charles Allen Moser este de asemenea critic pentru terminologie. 
Utilizarea termenilor androfilie și ginefilie a fost propusă și popularizată de psihologul Ron Langevin în anii '80.  Psihologul Stephen T. Wegener  propune termenii ginefilic și androfilic pentru a indica tipul de partener preferat, indiferent de identitatea de gen sau de îmbrăcămintea individului.
 

 Psihiatrul Anil Aggrawal explică de ce termenii sunt utili într-un glosar: 
 Androfilia - Atracția romantică și/sau sexuală către bărbații adulți. Termenul, împreună cu ginefilie, este necesar pentru a depăși dificultăți imense în caracterizarea orientării sexuale a femeilor și bărbaților transgen. De exemplu, este dificil să decidem dacă un transman atras erotic de bărbați este o femeie heterosexuală sau un bărbat homosexual; sau o transwoman atrasă erotic de femei este un mascul heterosexual sau o femeie lesbiană. Orice încercare de clasificare a acestora nu poate provoca doar confuzie, ci și să creeze infracțiuni în rândul subiecților afectați. În astfel de cazuri, în timp ce definiți atracția sexuală, este mai bine să vă concentrați asupra obiectului atracției lor, mai degrabă decât asupra sexului sau genului subiectului.  
 Sexologul Milton Diamond, care preferă termenul ginecofilie, scrie: „Termenii heterosexuali, homosexuali și bisexuali sunt mai bine folosiți ca adjective, nu ca substantive și sunt mai bine aplicați comportamentelor, nu persoanelor”.  
Diamond a încurajat să folosească termenii androfilici, ginecofili și ambifilici pentru a descrie partenerii sexual-erotici pe care îi preferă (andro=bărbat, gineco=femeie, ambi=amândoi, filic=să iubească). Astfel de termeni elimină nevoia de a specifica subiectul și de a se concentra în locul partenerului dorit. Această utilizare este deosebit de avantajoasă atunci când discutăm partenerii persoanelor transsexuale sau intersexate.  
Psihologul Rachel Ann Heath scrie: „Termenii de homosexual și heterosexual sunt incomozi, mai ales atunci când primul este folosit cu sau în loc de homosexual și lesbian. În mod alternativ, folosesc ginefilic și androfilic pentru a mă referi la preferințele sexuale pentru femei și, respectiv, pentru bărbați. Ginefilic și androfilic derivă din grecescul care înseamnă iubire de femeie și, respectiv, dragoste de bărbat. Deci, un bărbat ginefil este un bărbat căruia îi plac femeile, adică un bărbat heterosexual, în timp ce un bărbat androfil este un bărbat care îi place bărbații, adică un bărbat homosexual. Pentru o completitate, o lesbiană este o femeie ginefilă, o femeie care îi place alte femei. Femeia transsex ginefilică se referă la o femeie de origine transsexuală a cărei preferință sexuală este pentru femei. Dacă homosexualii și heterosexualii nu sunt termeni mai ușor înțeleși într-un context dat, această terminologie mai precisă va fi folosită în toată cartea. Întrucât homosexualii și lesbienele sunt adesea asociați cu bigotismul și excluderea în multe societăți, accentul pe apartenența sexuală este atât adecvat, cât și just social."  Autorul Helen Boyd este de acord, scriind: „Ar fi mult mai exact să definim orientarea sexuală ca „ androfilă ”(iubitor/e de bărbați) și„ ginefili ”(iubitor/e de femei) în schimb.   

### Sexul și genul în culturile non-occidentale
Unii cercetători susțin utilizarea terminologiei pentru a evita prejudecățile inerente conceptualizărilor occidentale ale sexualității umane. Analizând populația fa'afafine din Samoa, sociologul Johanna Schmidt scrie: 
 Kris Poasa, Ray Blanchard și Kenneth Zucker (2004) prezintă, de asemenea, un argument care sugerează că fa'afafine se încadrează în rubrica „homosexualității transgen”, aplicând aceeași ecuație de ordine de naștere familiilor fa'afafine, așa cum au fost folosite cu „transsexualii homosexuali”. “. Deși nu este oferită nicio relație de cauzalitate explicită, Poasa, Blanchard și Zucker folosesc termenul de „transsexual homosexual” pentru a se referi la transsexuali bărbați-femei, care sunt orientați sexual către bărbați, atrage o legătură aparentă între orientarea sexuală și identitatea de gen. Această legătură este consolidată prin menționarea faptului că au fost găsite ecuații similare de ordine de naștere pentru „bărbații homosexuali”. Nu este luată în considerare posibilitatea orientării sexuale către bărbați (masculini) care decurg din (mai degrabă decât să provoace) identități sexuale feminine.  
 Schmidt susține că în culturile în care un al treilea gen este recunoscut, un termen precum „transsexual homosexual” nu se aliniază categoriilor culturale.  Cercetătorul Sam Winter a prezentat un argument: 
 Termeni precum heterosexual și homosexual (și gay, lesbian, bisexual, etc.) sunt concepții occidentale. Mulți asiatici nu sunt familiarizați, neexistând o traducere ușoară în limbile lor native sau cu privire la concepțiile sexologice ale lumii. Cu toate acestea, profită de ocazie pentru a pune în evidență că consider o femeie transgen ca androfilă (adică una atrasă sexual de bărbați) ca fiind heterosexuală din cauza atracției sale către un membru al unui alt gen și al unei transwoman ginefile (adică una atrasă de femei) ca fiind homosexuală pentru că are o preferință de același sex. Utilizarea mea este contrară multor literaturi occidentale (în special medicale), care persistă în referirea la femeile androfile și transman ginefilic ca homosexuale (într-adevăr ca bărbați și femei transsexuale homosexuale).  

## Alte informații corelate
- Heterosexualitate
- Bisexualitate
- Homosexualitate
- Orientare sexuală
- Transexualitate
- Intersex
- Demografia orientării sexuale